# نهر مان
نهر مان- نيوساوث ويلز(بالإنجليزية: Mann River)‏: هو نهر يوجد بولاية نيوساوث ويلز، أستراليا, يتدفق لمسافة 238 كم عبر طبيعة نهر مان في طريقه للانضمام إلى نهر كلارنس Clarence.